# Virages (film, 1969)
Pour les articles homonymes, voir Virages.

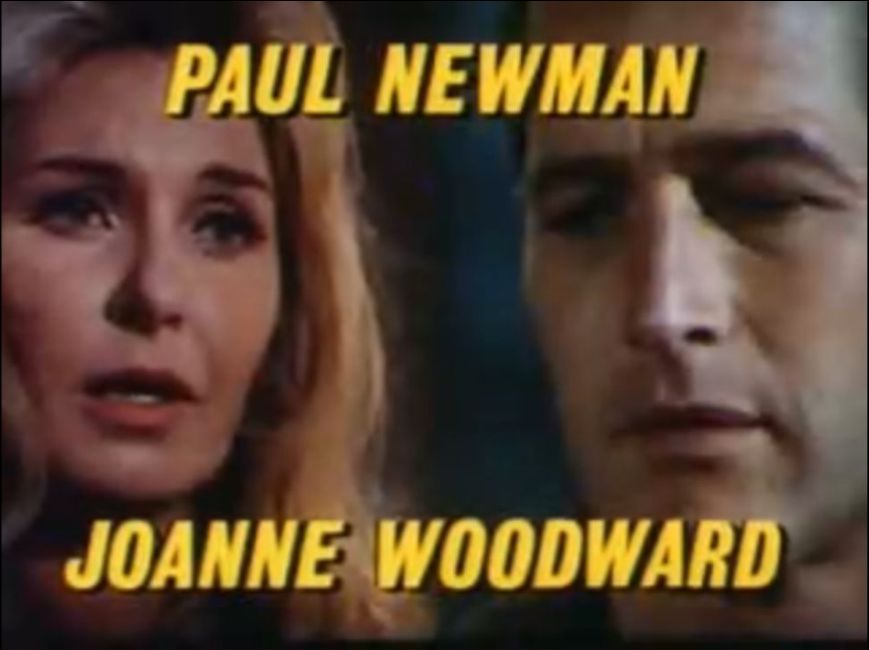
Scène du film

Virages (Winning) est un film américain réalisé par James Goldstone, sorti en 1969.

## Synopsis
Pilote de course automobile, Frank Capua épouse une femme qu'il délaisse au profit de son obsession pour la compétition ; elle le trompe avec l'un de ses rivaux.
Le film comprend des images prises à l'Indianapolis Motor Speedway, la légendaire piste de 2,5 milles. La plupart des images proviennent de la course de 1968. L'accident du premier drapeau vert date de la course de 1966.

## Fiche technique
- Titre : Virages
- Titre original : Winning
- Réalisation : James Goldstone
- Scénario : Howard Rodman
- Production : John Foreman et Paul Newman
- Société de production : Jennings Lang, Newman-Foreman Company et Universal Pictures
- Musique : Dave Grusin
- Photographie : Richard Moore
- Montage : Edward A. Biery et Richard C. Meyer
- Pays d'origine :  États-Unis
- Format : couleurs - 2,20:1 - Mono
- Genre : action
- Durée : 123 minutes
- Date de sortie : 1969

## Distribution
- Paul Newman (VF : Marc Cassot) : Frank Capua
- Joanne Woodward : Elora Capua
- Robert Wagner : Luther "Lou" Erding
- Richard Thomas : Charley
- David Sheiner : Crawford
- Clu Gulager : Larry
- Barry Ford : Bottineau
- Karen Arthur : Miss Dairy Queen
- Bobby Unser : Lui-même
- Dan Gurney : Lui-même
- Paulene Myers (non créditée) : une femme de ménage